# Tour de France 1924
18. Tour de France rozpoczął się 22 czerwca, a zakończył 20 lipca 1924 roku w Paryżu. Zwyciężył Włoch Ottavio Bottecchia, który przejechał cały wyścig w koszulce lidera.

## Etapy
| Etap | Data       | Trasa                         | Dystans | Zwycięzca                        | Lider wyścigu      |
| ---- | ---------- | ----------------------------- | ------- | -------------------------------- | ------------------ |
| 1    | 22 czerwca | Paryż – Hawr                  | 381 km  | Ottavio Bottecchia               | Ottavio Bottecchia |
| 2    | 24 czerwca | Hawr – Cherbourg              | 371 km  | Romain Bellenger                 | Ottavio Bottecchia |
| 3    | 26 czerwca | Cherbourg – Brest             | 405 km  | Philippe Thys Théophile Beeckman | Ottavio Bottecchia |
| 4    | 28 czerwca | Brest – Les Sables-d’Olonne   | 412 km  | Félix Goethals                   | Ottavio Bottecchia |
| 5    | 30 czerwca | Les Sables-d’Olonne – Bajonna | 482 km  | Omer Huyse                       | Ottavio Bottecchia |
| 6    | 2 lipca    | Bajonna – Luchon              | 326 km  | Ottavio Bottecchia               | Ottavio Bottecchia |
| 7    | 4 lipca    | Luchon – Perpignan            | 323 km  | Ottavio Bottecchia               | Ottavio Bottecchia |
| 8    | 6 lipca    | Perpignan – Tulon             | 427 km  | Louis Mottiat                    | Ottavio Bottecchia |
| 9    | 8 lipca    | Tulon – Nicea                 | 280 km  | Philippe Thys                    | Ottavio Bottecchia |
| 10   | 10 lipca   | Nicea – Briançon              | 275 km  | Giovanni Brunero                 | Ottavio Bottecchia |
| 11   | 12 lipca   | Briançon – Gex                | 307 km  | Nicolas Frantz                   | Ottavio Bottecchia |
| 12   | 14 lipca   | Gex – Strasburg               | 360 km  | Nicolas Frantz                   | Ottavio Bottecchia |
| 13   | 16 lipca   | Strasburg – Metz              | 300 km  | Arsène Alancourt                 | Ottavio Bottecchia |
| 14   | 18 lipca   | Metz – Dunkierka              | 433 km  | Romain Bellenger                 | Ottavio Bottecchia |
| 15   | 20 lipca   | Dunkierka – Paryż             | 343 km  | Ottavio Bottecchia               | Ottavio Bottecchia |

## Klasyfikacja końcowa
| Lp  | Zawodnik           | Kraj       | Kategoria | Czas         |
| --- | ------------------ | ---------- | --------- | ------------ |
| 1.  | Ottavio Bottecchia | Włochy     | 1         | 226h 18' 21" |
| 2.  | Nicolas Frantz     | Luksemburg | 1         | +35' 36"     |
| 3.  | Lucien Buysse      | Belgia     | 1         | +1h 32' 13"  |
| 4.  | Bartolomeo Aimo    | Włochy     | 1         | +1h 32' 47"  |
| 5.  | Théophile Beeckman | Belgia     | 1         | +2h 11' 12"  |
| 6.  | Joseph Muller      | Francja    | 1         | +2h 35' 33"  |
| 7.  | Arsène Alancourt   | Francja    | 1         | +2h 41' 31"  |
| 8.  | Romain Bellenger   | Francja    | 1         | +2h 51' 09"  |
| 9.  | Omer Huyse         | Belgia     | 2         | +2h 58' 13"  |
| 10. | Hector Tiberghien  | Belgia     | 1         | +3h 05' 04"  |